# Путешествие с домашними животными (фильм)
«Путешествие с домашними животными» — художественный фильм 2007 года, снятый Верой Сторожевой по сценарию Аркадия Красильщикова. Главные роли в фильме исполнили Ксения Кутепова и Дмитрий Дюжев.
Фильм произведён студией «Слон» совместно со студией «Профит» при поддержке Федерального агентства по культуре и кинематографии. Прокатом фильма занималась компания «Парадиз», а дистрибуцией DVD дисков — компания «Союз Видео». Фильм рассказывает о путешествии молодой женщины к своей свободе и счастью.
Фильм получил главный приз XXIX Московского международного кинофестиваля (2007) — «Золотого Святого Георгия», является призёром ряда других мировых кинофестивалей. Премьера в России состоялась 30 августа 2007 года.

## Сюжет
История о жизни 35-летней женщины Натальи, муж которой внезапно умирает. Наталья остаётся одна вдали от людей со своими домашними животными на заброшенном полустанке. Она родилась и выросла в детском доме; в 16 лет её «продали» замуж. Тяжёлое 19-летнее одиночество с нелюбимым, ограниченным и жестоким человеком в доме на заброшенном полустанке заканчивается вместе со смертью нелюбимого мужа. Наталья преображается на глазах, открывая для себя мир, свободный от представлений и привычек, навязанных чужой силой и волей. Встреча с Сергеем, водителем грузовика, наполняет её жизнь ожиданием любви.

## В ролях
| Актёр           | Роль      |
| --------------- | --------- |
| Ксения Кутепова | Наталья   |
| Дмитрий Дюжев   | Сергей    |
| Евгений Князев  | Отец Пётр |
| Вадим Афанасьев | Хозяин    |

## Съёмочная группа
- Автор сценария: Аркадий Красильщиков
- Режиссёр: Вера Сторожева
- Продюсер: Сабина Еремеева
- Оператор: Олег Лукичев
- Композитор: Илья Шипилов